# Henrik Djernis
Henrik Djernis (ur. 22 kwietnia 1968 r. w Svebølle) – duński kolarz górski i przełajowy, czterokrotny medalista mistrzostw świata w kolarstwie górskim i przełajowym.

## Kariera
Pierwszy międzynarodowy sukces w kolarstwie górskim osiągnął w 1992 roku, kiedy na mistrzostwach świata w Bromont wywalczył złoty medal w cross country. Tytuł ten zdołał obronić zarówno podczas mistrzostw w Métabief w 1993 roku jak i podczas mistrzostw świata w Vail w 1994 roku. Ponadto na mistrzostwach świata w Château-d'Œx w 1997 roku wywalczył srebrny medal ulegając jedynie Włochowi Hubertowi Pallhuberowi.
Djernis osiągał także sukcesy w kolarstwie przełajowym. Na mistrzostwach świata w Middelfart w 1998 roku wywalczył brązowy medal. W zawodach tych wyprzedzili go jedynie dwaj Belgowie: Mario De Clercq oraz Erwin Vervecken. Zdobywał także medale w kategorii amatorów: złoty na mistrzostwach świata w Azzano Decimo w 1993 roku, srebrny na mistrzostwach świata w Gieten w 1991 roku oraz brązowy podczas rozgrywanych trzy lata wcześniej mistrzostw świata w Hägendorfie. W latach 1988–1994 zdobywał tytuł mistrza kraju w kolarstwie przełajowym zarówno w kategorii amatorów jak i elite. W latach 1995, 1996, 1997, 1998, 2000 i 2001 kontynuował pasmo zwycięstw w kategorii elite. Jest także czterokrotnym zawodowym mistrzem kraju w kolarstwie górskim z lat 1997, 1998, 1999 i 2000.
Nigdy nie startował na igrzyskach olimpijskich.